# 요코야마 유지
요코야마 유지(일본어: 横山 雄次, 1969년 7월 6일 ~ )는 일본의 전 축구 선수이다.

## 구단 경력
1992년 재팬 풋볼 리그의 히타치(가시와 레이솔)에 입단하였다. 1994년 재팬 풋볼 리그 준우승으로 J1리그로 승격하였다. 1998년 아비스파 후쿠오카로 이적했다. 1999년 J2리그의 오미야 아르디자로 이적했다. 2000년후 현역 은퇴.

## 지도자 경력
2001년부터 2011년까지 오미야 아르디자의 코치을 맡으며 2012년 블라우블리츠 아키타의 감독으로 취임하였다. 2016년부터 2018년까지 도치기 SC에서 감독을 맡았다. 2019년 AC 나가노 파르세이루의 감독으로 취임하였다.